# Ušće Krke
Ušće Krke este o arie protejată (sit de importanță comunitară — SCI) din Croația întinsă pe o suprafață de 4.423,84 ha, integral pe uscat.

## Localizare
Centrul sitului Ušće Krke este situat la coordonatele 43°46′54″N 15°52′07″E / 43.781594°N 15.868609°E.

## Înființare
Situl Ušće Krke a fost declarat sit de importanță comunitară în iulie 2013 pentru a proteja 9 specii de animale.

## Biodiversitate
Situată în ecoregiunile marină mediteraneană și mediteraneană, aria protejată conține 4 habitate naturale: Peșteri marine scufundate complet sau parțial, Estuare, Bancuri de nisip acoperite în permanență slab de apă marină, Peșteri inaccesibile publicului.
La baza desemnării sitului se află mai multe specii protejate:
- mamifere (7): liliac cu aripi lungi (Miniopterus schreibersii), liliac cu urechi de șoarece (Myotis blythii), liliac cu picioare lungi (Myotis capaccinii), liliac cărămiziu (Myotis emarginatus), liliac comun (Myotis myotis), liliacul mediteranean cu potcoavă (Rhinolophus euryale), liliacul mare cu potcoavă (Rhinolophus ferrumequinum)
- pești (2): Knipowitschia panizzae, Pomatoschistus canestrinii

Pe lângă speciile protejate, pe teritoriul sitului au mai fost identificate 10 specii de plante.